# Стрєлков Борис Миколайович
Борис Миколайович Стрєлков (нар. 24 квітня 1937, Люблино, Московська область, РРФСР) — радянський футболіст, воротар. Майстер спорту СРСР.

## Життєпис
Розпочинав грати в футбол в рідному Люблино, звідки став потрапляти в збірну Московської області. Був запрошений у московське «Динамо», але, так як з більш досвідченими воротарями Левом Яшиним і Володимиром Бєляєвим конкурувати не зміг, відправився у дубль.
У 1958 році перейшов у кадіївський «Шахтар», звідки вже в 1959 році перейшов в однойменну сталінську команду. Саме в донецькому «Шахтарі» провів свої найкращі роки в кар'єрі, за які двічі вигравав Кубок СРСР. Всього в елітній лізі радянського футболу провів 124 матчі, у кубковому турнірі — 19.
Кар'єру завершував у волгоградському «Тракторі», команді другої групи класу «А».

## Досягнення
- Кубок СРСР
  -  Володар (2): 1961, 1962
  -  Фіналіст (1): 1963[3]